# Aprilia Marzuki
Aprilia Marzuki (ur. 21 kwietnia 1978) – indonezyjska judoczka. Olimpijka z Sydney 2000, gdzie odpadła w eliminacjach w wadze średniej.
Uczestniczka mistrzostw świata w 1995, 1999 i 2001. Startowała w Pucharze Świata w 1997 i 2001. Piąta na mistrzostwach Azji w 2000. Srebrna medalistka igrzysk Azji Południowo-Wschodniej w 2001 i brązowa w 2003 roku.

## Letnie Igrzyska Olimpijskie 2000
| Konkurencja | Eliminacje               | Klas. końcowa |
| Konkurencja | Przeciwnik I             | Miejsce       |
| ----------- | ------------------------ | ------------- |
| 70 kg       | Lea Zahoui Blavo (CIV) P | 1 runda       |